# Anita Heilker
Antoinetta Johanna Margaretha (Anita) Heilker (Schiedam, 4 oktober 1960) is een Nederlands zangeres en stemactrice.

## Loopbaan
Heilker was tot in de jaren tachtig een van de zangeressen van de damesgroep de Dolly Dots. In 1985 kreeg zij een dochter en verliet ze de groep om zich te concentreren op het moederschap. In 1986 maakte zij onder leiding van het duo Van Asten/DeBois enkele solosingles ("You've Got Me Keyed Up", "Into the Night") en een album (Girl in Black). Haar laatste solosingle, "Don't Treat Me Like This" (1987), deed het aardig goed in de VS en werd zelfs toegevoegd aan de soundtrack van de Amerikaanse comedyfilm Disorderlies.
Heilker was sinds 1983 de officiële Nederlandse (en sinds 2019 ook de officiële Duitse) stemactrice van Donald Duck in Disney-animaties. In 1990 speelde Heilker een vaste rol in de comedyserie Die 2 van Henk Spaan en Harry Vermeegen. Daarin was haar 'Donald Duck'-stem ook geregeld te horen. Dit deed ze tot 2022, waarna haar stem als Donald Duck werd overgenomen door Kim van Zeben.
Heilker trouwde in 1984 met voetballer Ton Blanker. In november 1987 stond ze met een fotoreportage in de Playboy.
In 2006 was ze hotelier in Hotel Big Brother.
In 2007 kwam Heilker in de formatie Dolly Dots nog een keer terug bij De Vrienden van Amstel LIVE!. Hierop volgden drie uitverkochte reünieconcerten in Ahoy in Rotterdam en een dvd die op het moment van uitgave al goud was. In 2008 traden de Dolly Dots opnieuw op in de Goodbye For Now-toer.
In januari 2012 deed ze mee aan de SBS6-talentenjacht The Winner is... In 2014 speelt ze mee in het RTL 5-programma Ik ben een ster, haal me hier uit! In 2016 kwamen Heilker en de Dots toch weer eenmalig bij elkaar om op 13, 14 en 15 mei 2016 een gastoptreden te geven bij de Toppers in de Amsterdam ArenA.
In 2018 was Heilker samen met Esther Oosterbeek te zien in het RTL 5-programma De slechtste chauffeur van Nederland VIPS.
In 2019 was Heilker te zien als een van de 100-koppige jury in het televisieprogramma All Together Now. Tevens was Heilker in 2019 een van de deelnemers van het twintigste seizoen van het RTL 4-programma Expeditie Robinson, ze viel als eerste af en eindigde op de 20e plaats. In 2021 doet ze mee aan De Alleskunner VIPS. In 2023 was ze te zien als secret singer in het televisieprogramma Secret Duets.

## Discografie

### Albums
- The Girl in Black (1986)

### Singles
- You've Got Me Keyed Up (1986)
- Into the Night (1986)
- Dancing on the Moon (1986)
- Don't Treat Me Like This (1987)

- International Standard Name Identifier: 0000 0001 3078 3235
- MusicBrainz: 03586acd-95a3-4c95-9b04-ce6d1f7a093f
- Nederlandse Thesaurus van Auteursnamen: 073139505
- Virtual International Authority File: 284686375